# Solanum harmandii
Solanum harmandii är en potatisväxtart som beskrevs av Bonati. Solanum harmandii ingår i släktet skattor som ingår i familjen potatisväxter. Inga underarter finns listade i Catalogue of Life.